# 10 Pułk Piechoty Obrony Krajowej

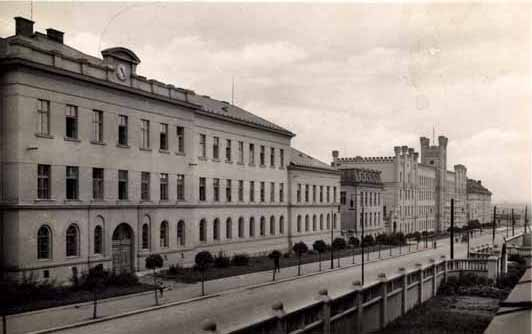
Koszary Obrony Krajowej w Mladej Boleslav

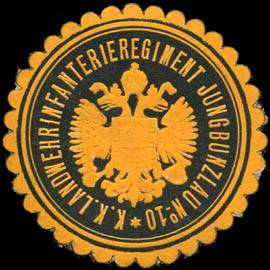
Pieczęć pułku

Pułk Piechoty Obrony Krajowej Mladá Boleslav Nr 10 (niem. Landwehrinfanterieregiment Jungbunzlau Nr. 10) – pułk piechoty cesarsko-królewskiej Obrony Krajowej.

## Historia pułku
1 października 1889 roku został utworzony Czeski Pułk Piechoty Obrony Krajowej Nr 10 (niem. Böhmisches Landwehr-Infanterie-Regiment Nr. 10).
Okręg uzupełnień Obrony Krajowej Mladá Boleslav (niem. Jungbunzlau) na terytorium 9 Korpusu.
Kolory pułkowe: trawozielony (grasgrün), guziki srebrne z numerem pułku „10”.
W lipcu 1914 roku skład narodowościowy pułku: 95% – Czesi.
W latach 1903–1914 pułk stacjonował w Mladej Boleslav z wyjątkiem III batalionu, który załogował w Turnovie (niem. Turnau).
Pułk wchodził w skład 52 Brygady Piechoty Obrony Krajowej należącej do 26 Dywizji Piechoty Obrony Krajowej.
W czasie I wojny światowej pułk walczył z Rosjanami w 1914 i 1915 roku w Galicji. Żołnierze pułku są pochowani m.in. na cmentarzach wojennych nr: Cmentarz wojenny nr 58 – Przysłup, 60 w Pętnej, Cmentarz wojenny nr 82 – Męcina Wielka, Cmentarz wojenny nr 71 – Łosie, Cmentarz wojenny nr 72 – Ropa.

## Żołnierze
Komendanci pułku
- 1903–1904 – płk Karl von Tasch
- 1905–1908 – płk Richard Jonak von Freyenwald
- 1909–1912 – płk Ernst Hörmann von Wüllerstorf und Urbair
- 1913–1914 – płk Viktor Meisel

Oficerowie
- chor. rez. Alfred Gürtler